# 陳善美
陳 善美（チン・ソンミ、朝鮮語: 진선미、1967年5月14日 - ）は、韓国の弁護士、女性政治家、フェミニスト。元女性家族部長官、第19・20・21・22代国会議員。
本貫は驪陽陳氏（礼賓卿派）。判事、民主党中央党政策副議長を歴任した弁護士の陳鳳憲は兄。

## 経歴
全羅北道淳昌郡生まれ。淳昌女子高等学校、成均館大学校法学科卒業。女性新聞諮問委員、韓国家庭法律相談所相談委員、環境運動連合公益法律センター運営委員、民主社会のための弁護士会女性人権委員会委員長などを務めた。法律事務所などで弁護士としても活動している。
第19代総選挙で民主統合党（後の新政治民主連合）の比例代表として初当選。第20代総選挙と第21代総選挙では共に民主党からソウル江東区甲選挙区で出馬し当選した。国会議員在任中に女性の保護に力を入れ、生活同伴者保護法の成立やアダルトサイトの閉鎖を達成した。2018年9月21日に文在寅政権の女性家族部長官に任命された。

### 女性家族部長官
女性家族部長官在任中、いくつかの政策を推進した。例えば、女性家族部がセクハラ・性差別事件について直接調査し、刑事告発する権限を持つような法制化を推進した。また、2019年の新年業務報告で、民間企業の女性役員比率を高めるためのインセンティブとして、企業の女性役員の比率を国民年金などの大規模な公的基金の投資基準項目に反映するように検討すると言ったが、韓国企業の女性役員の比率と投資収益性の間の関連性を科学的に分析した資料は事実上存在しないという批判を受けた。2019年2月、女性家族部は放送で出演者の外見や性役割などを不平等に表現しないことを勧告する「性平等放送番組制作案内書」を配布したが、その中に「似たような外見の出演者が過度に出演しないようにする」という出演者の外貌を規制する内容があったため、河泰慶からは「女子全斗煥」と批判された。

## エピソード
成均館大学校の先輩だった夫とは1998年に結婚式を挙げたが、婚姻届をずっと提出しなかった。戸主制の廃止を唱えたため、婚姻届の提出を先延ばししたが、戸主制廃止以降も事実婚の関係を維持し続けた。しかし、19年後の第20代総選挙の1か月前に婚姻届を提出した。また、夫は1996年に防衛産業を営む会社を設立した。
2017年12月時点では保有する財産額が現職国会議員の中で最下位であり、合計は-14億ウォンである。
2018年12月、作家のオ・セラビのSNSでの投稿や女性新聞の報道によると、陳は国会議員初当選時に男性嫌悪電子掲示板・メガリアの会員から1000万ウォン以上の献金を受け取ったことがわかった。また、女性家族部長官在任中、ラジオ番組で「メガリアがミラーリングで問題を提起しなかったら、ソラネットが廃止されなかっただろう」と同サイトを擁護した。
2020年の元ソウル特別市長の朴元淳によるセクハラ事件の発覚後、高旼廷、南仁順と共に被害者女性を「被害呼訴人」と呼んだため、批判を受けた。
2020年11月、国会国土交通委員長、共に民主党未来住宅推進団長としてソウル市内の賃貸住宅を視察後、「アパートに対する幻想を捨てれば、賃貸住宅でもうまく暮らせるという確信ができた」「私が住んでいるアパートと（賃貸住宅を）比較しても全く差がない。部屋が3つある」と発言したが、陳本人は保証金1億5千万ウォン、家賃75万ウォンほどで契約した江東区内の高級アパートに住んでいるため、ネット上で批判された。